# Медезано
Медезано (італ. Medesano) — муніципалітет в Італії, у регіоні Емілія-Романья,  провінція Парма.
Медезано розташоване на відстані близько 370 км на північний захід від Рима, 100 км на захід від Болоньї, 17 км на захід від Парми.
Населення — 10 856 осіб (2014).

## Демографія
Населення за роками:

Станом на 1 січня 2023 року в муніципалітеті офіційно проживало 1129 іноземців з 62 країн, серед них 269 громадян країн Євросоюзу та 38 громадян України.

## Сусідні муніципалітети
- Коллеккьо
- Фіденца
- Форново-ді-Таро
- Ночето
- Пеллегрино-Парменсе
- Сальсомаджоре-Терме
- Варано-де'-Мелегарі